# Étoile de Bessèges
Étoile de Bessèges je etapový cyklistický závod konaný v departementu Gard ve Francii. Závod, který byl poprvé zorganizován v roce 1971 jako jednodenní, se koná jako etapový od roku 1974 a každoročně sestává z 5 etap. Od roku 2005 je součástí UCI Europe Tour na úrovni 2.1 a je jedním z prvních etapových závodů sezóny konaných v Evropě.
Étoile de Bessèges je prvním z několika etapových závodů konaných na zvlněném jihu Francie v dubnu. Dalšími závody jsou Tour du Haut Var, La Méditerranéenne a Tour de La Provence. Tyto závody na začátku sezóny jsou zaplněný hlavně francouzskými týmy a jsou považovány za přípravu na Paříž–Nice, první evropský etapový závod, který je součástí UCI World Tour.

## Seznam vítězů
| Rok  | Země            | Jezdec               | Tým                     |
| ---- | --------------- | -------------------- | ----------------------- |
| 1971 | Francie         | Jean-Luc Molineris   | Sonolor–Lejeune         |
| 1972 | Francie         | Jean-Luc Molineris   | Sonolor                 |
| 1973 | Francie         | Robert Mintkiewicz   | Sonolor                 |
| 1974 | Francie         | Jacques Esclassan    | Peugeot–BP–Michelin     |
| 1975 | Francie         | Patrick Beon         | Peugeot–BP–Michelin     |
| 1976 | Francie         | Maurice Le Guilloux  | Gan–Mercier             |
| 1977 | Belgie          | Willy Planckaert     | Maes–Mini Fiat          |
| 1978 | Západní Německo | Dietrich Thurau      | IJsboerke–Gios          |
| 1979 | Francie         | Jacques Michaud      | Flandria–Ça va seul     |
| 1980 | Belgie          | Franky De Gendt      | TI–Raleigh              |
| 1981 | Nizozemsko      | Jan Raas             | TI–Raleigh              |
| 1982 | Nizozemsko      | Cees Priem           | TI–Raleigh              |
| 1983 | Nizozemsko      | Bert Oosterbosch     | TI–Raleigh              |
| 1984 | Belgie          | Eddy Planckaert      | Panasonic               |
| 1985 | Belgie          | Guy Nulens           | Panasonic               |
| 1986 | Švýcarsko       | Niki Rüttimann       | La Vie Claire           |
| 1987 | Francie         | Ronan Pensec         | Z–Peugeot               |
| 1988 | Nizozemsko      | Adri van der Poel    | PDM–Concorde            |
| 1989 | Belgie          | Etienne De Wilde     | Histor–Sigma            |
| 1990 | Nizozemsko      | Frans Maassen        | Buckler                 |
| 1991 | Nizozemsko      | Ad Wijnands          | Team Telekom            |
| 1992 | Švýcarsko       | Beat Zberg           | Helvetia                |
| 1993 | Francie         | Armand de Las Cuevas | Banesto                 |
| 1994 | Nizozemsko      | Jean-Paul van Poppel | Festina–Lotus           |
| 1995 | Ukrajina        | Sergej Oetsjakov     | Polti–Granarolo–Santini |
| 1996 | Česko           | Ján Svorada          | Panaria–Vinavil         |
| 1997 | Francie         | Patrice Halgand      | Festina–Lotus           |
| 1998 | Belgie          | Jo Planckaert        | Lotto–Mobistar          |
| 1999 | Francie         | David Lefèvre        | Casino–Ag2r Prévoyance  |
| 2000 | Belgie          | Jo Planckaert        | Cofidis                 |
| 2001 | Belgie          | Nico Eeckhout        | Lotto–Adecco            |
| 2002 | Austrálie       | Robbie McEwen        | Lotto–Adecco            |
| 2003 | Itálie          | Fabio Baldato        | Alessio                 |
| 2004 | Francie         | Laurent Brochard     | AG2R Prévoyance         |
| 2005 | Francie         | Freddy Bichot        | Française des Jeux      |
| 2006 | Belgie          | Frederik Willems     | Chocolade Jacques       |
| 2007 | Belgie          | Nick Nuyens          | Cofidis                 |
| 2008 | Rusko           | Juri Trofimov        | Bouygues Télécom        |
| 2009 | Francie         | Thomas Voeckler      | Bbox Bouygues Télécom   |
| 2010 | Francie         | Samuel Dumoulin      | Cofidis                 |
| 2011 | Francie         | Anthony Ravard       | Ag2r–La Mondiale        |
| 2012 | Francie         | Jérôme Coppel        | Saur–Sojasun            |
| 2013 | Francie         | Jonathan Hivert      | Sojasun                 |
| 2014 | Švédsko         | Tobias Ludvigsson    | Giant–Shimano           |
| 2015 | Lucembursko     | Bob Jungels          | Trek Factory Racing     |
| 2016 | Francie         | Jérôme Coppel        | IAM Cycling             |
| 2017 | Francie         | Lilian Calmejane     | Direct Énergie          |
| 2018 | Francie         | Tony Gallopin        | AG2R La Mondiale        |
| 2019 | Francie         | Christophe Laporte   | Cofidis                 |
| 2020 | Francie         | Benoît Cosnefroy     | AG2R La Mondiale        |
| 2021 | Belgie          | Tim Wellens          | Lotto–Soudal            |
| 2022 | Francie         | Benjamin Thomas      | Cofidis                 |
| 2023 | Spojené státy   | Neilson Powless      | EF Education–EasyPost   |
| 2024 | Dánsko          | Mads Pedersen        | Lidl–Trek               |

### Vícenásobní vítězové
| Vítězství | Jezdec                   | Ročníky    |
| --------- | ------------------------ | ---------- |
| 2         | Jean-Luc Molineris (FRA) | 1971, 1972 |
| 2         | Jo Planckaert (BEL)      | 1998, 2000 |
| 2         | Jérôme Coppel (FRA)      | 2012, 2016 |